# François Spahnagel
François Spahnagel, né à Stiring-Wendel en Lorraine annexée le 18 avril 1914 et mort le 28 août 1988 à Nyons dans la Drôme, est un prêtre catholique du diocèse de Versailles. Nommé vicaire de la basilique d'Argenteuil au début de la guerre il s'illustre aussitôt dans la Résistance régionale avant de s'investir dans le relèvement du patronage local dès la Libération. Il assure ensuite la charge des paroisses de Tremblay-lès-Gonesses puis de Limeil-Brévannes.

## Biographie

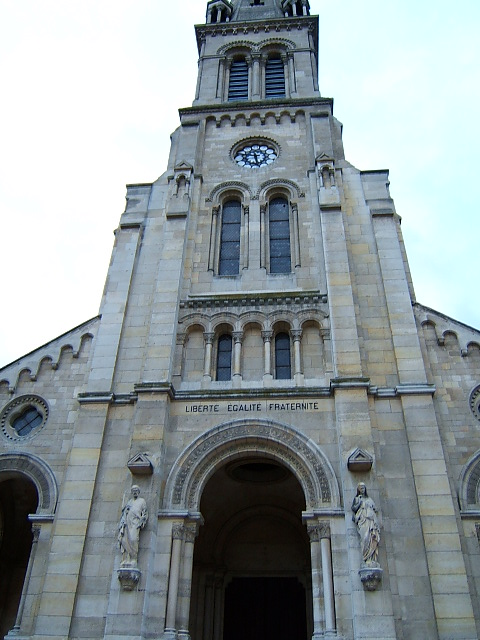
La Basilique Saint-Denys d'Argenteuil.

D'origine lorraine, François Spahnagel est ordonné prêtre catholique à la cathédrale de Versailles le 28 juin 1941 et nommé aussitôt vicaire à la basilique Saint-Denys d'Argenteuil pour son premier poste. Sans négliger pour autant l'encadrement des enfants et des adolescents, il y joue rapidement un rôle important dans la Résistance locale entre l'Armée secrète (AS) et les Francs-tireurs et partisans (FTP). Dès la Libération, il assume le relèvement du patronage paroissial local. Il quitte Argenteuil le 3 août 1953 pour prendre en charge la cure de Neauphle-le-Vieux puis celle de Tremblay-lès-Gonesses quelques mois plus tard. Le 25 mai 1961, il est nommé curé de Limeil-Brévannes où il termine sa carrière en 1974. Il meurt le 28 août 1988 à Nyons dans la Drôme où il a pris sa retraite.

### Résistant
Chargé dès son arrivée de la colonie de vacances des garçons alors implantée à Lélex dans l'Ain, l'abbé François Spahnagel, bénéficie vite d'une solide réputation locale. Sa parfaite maîtrise de la langue allemande l'amène à deux postes-clefs qu'il met à la disposition de la lutte contre l'occupant mais, contrairement à son confrère l'abbé Paul Louis, cet engagement pourtant bien reconnu par la Résistance locale reste toujours très discret. Porte-parole de l'évêché à la kommandantur, il y subtilise allègrement tous les imprimés et cachets utiles à la Résistance.
En dépit de convictions antibolcheviques clairement exprimées à maintes reprises, il suit par discipline ecclésiale son curé, le père Breton, qui a acquis le sobriquet de doyen rouge. Celui-ci soutient en effet la révolution espagnole et les jocistes de sa paroisse passés à la Confédération générale du travail (CGT) lors du Front populaire et engagés dès 1942 dans les rangs des FTP en attendant la création des Jeunes chrétiens combattants. Grâce à eux, c'est la Résistance communiste qui bénéficie un peu paradoxalement de la logistique du presbytère et du père Spahn.
Il met également à profit ses fonctions d'aumônier des troupes allemandes du secteur pour organiser une filière de désertion des malgré-nous alsaciens et mosellans. Ceux-ci s'étant le plus souvent engagés dans la wehrmacht pour faire obstacle à l'athéisme matérialiste soviétique, c'est alors à l'AS — via l'Organisation civile et militaire (OCM) de Maurice Weber — qu'il doit les confier pour les faire passer discrètement en Angleterre.

### Organisateur

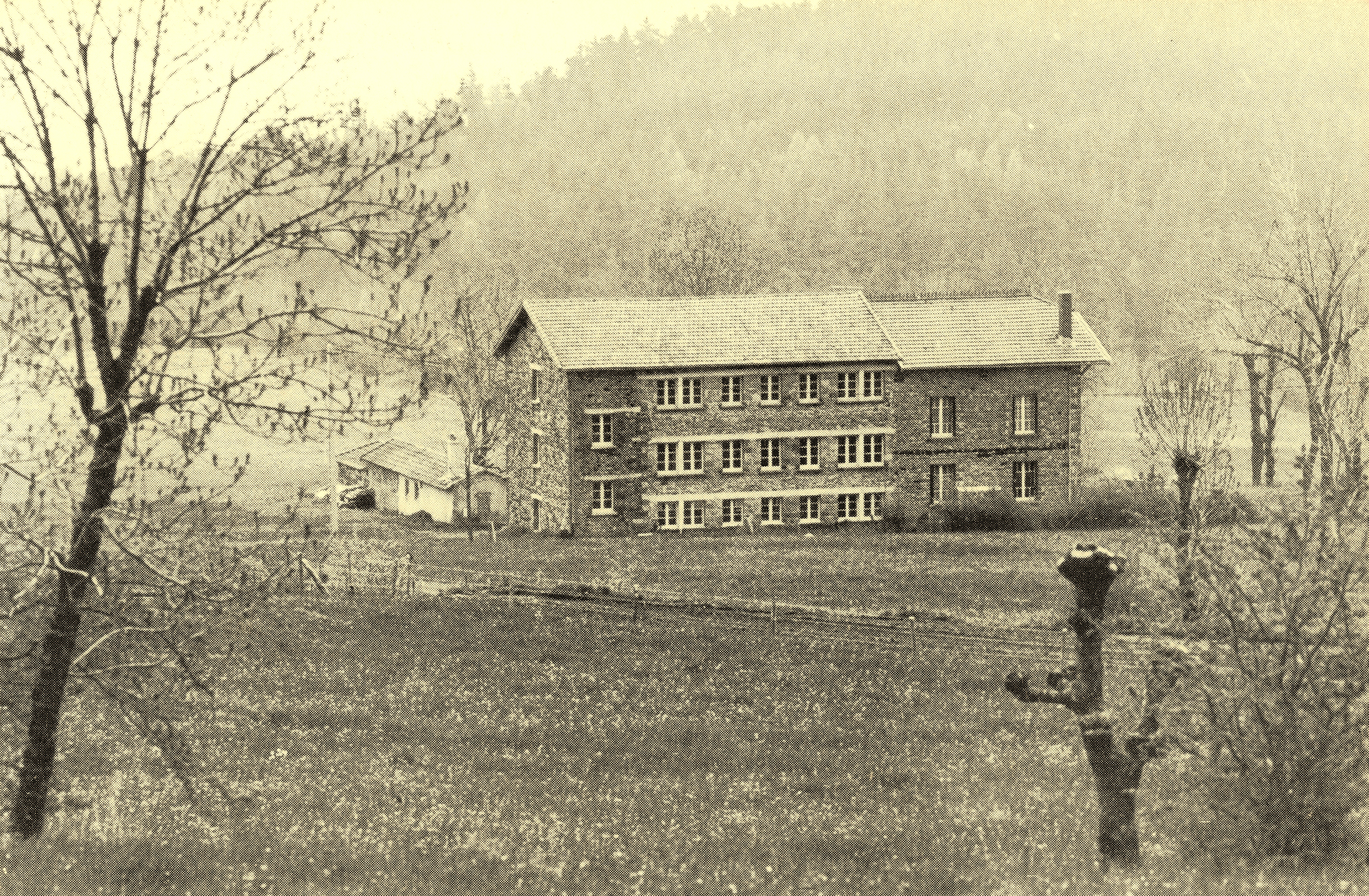
La colonie de vacances de Vazeilles-Limandre (Haute-Loire).

Ces engagements patriotiques ne détournent pas François Spahnagel de ses missions plus que jamais nécessaires auprès des jeunes du quartier. Les escapades du patronage chaque jeudi dans les bois de Cormeilles lui permettent parfois des contacts discrets avec le maquis. Dès 1942, la colonie de vacances d'Argenteuil étant alors inaccessible en zone libre, il la réimplante près de Tours, à Ligueil. En novembre, les Allemands occupant toute la France la disparition de la zone libre permet de ré-installer la colo à Lélex pour l'été 1943 dans des conditions extrêmement rustiques. L’année suivante, en juin 1944, en dépit du débarquement de Normandie, il emmène néanmoins ses ouailles à Crespières entre Saint-Germain et Thoiry mais des chars allemands s'étant positionnés juste derrière la colonie, il doit rapatrier prématurément tout le monde en camions avec des draps blancs sur les bâches pour signaler à l'aviation alliée la neutralité du convoi.
À la Libération, ces équipées homériques et l'aide reconnue apportée à la Résistance locale en font une personnalité aussi respectée à gauche qu'à droite. La nomination du précédent directeur, l'abbé Buffle à la direction des œuvres du diocèse de Versailles, le propulse naturellement en juillet 1945 à la tête du patronage paroissial, la Saint-Georges d'Argenteuil dont les installations ont été ruinées par les années d'occupation. Cependant il n'a pas attendu ce titre pour relancer dès septembre 1944 les activités traditionnelles malgré des conditions provisoires précaires, ouvrir l'association aux jeunes filles dès janvier 1945 et organiser le départ de la colonie de vacances en 1945. Avec l'énergie et l'enthousiasme qu'il a démontré précédemment il sait fédérer autour du président Robert Jusseaume toute une équipe de laïcs pour réhabiliter les locaux et développer de nouvelles disciplines sportives avant de réimplanter la colonie de vacances à Vazeilles-Limandre dans le Velay.

### Curé de paroisse
Il est chargé de la cure de Neauphle-le-Vieux le 3 août 1953 mais quelques mois plus tard il est déplacé sur celle de Tremblay-lès-Gonesses où il reste jusqu'au 25 mai 1961. Il est alors nommé curé de Limeil-Brévannes où il termine sa carrière en 1974.

## Notoriété
Un jardin public jouxtant la basilique d'Argenteuil, inauguré le 20 octobre 2012, porte le nom de "Parc des deux abbés" en mémoire de Joseph Batut et de François Spahnagel.